# Nokona admirandus
Nokona admirandus är en fjärilsart som beskrevs av Edwards 1882. Nokona admirandus ingår i släktet Nokona och familjen glasvingar. Inga underarter finns listade i Catalogue of Life.